# Chabuata
Chabuata är ett släkte av fjärilar. Chabuata ingår i familjen nattflyn.

## Dottertaxa tillChabuata, i alfabetisk ordning[1]
- Chabuata albiguttalis
- Chabuata albimargo
- Chabuata albirena
- Chabuata amoeba
- Chabuata ampla
- Chabuata andabata
- Chabuata andraei
- Chabuata anthracina
- Chabuata apyrina
- Chabuata araneosa
- Chabuata associata
- Chabuata calva
- Chabuata carneago
- Chabuata castanea
- Chabuata cerastidia
- Chabuata crenilinea
- Chabuata dentosa
- Chabuata dulcinea
- Chabuata erythrias
- Chabuata fasciata
- Chabuata fulva
- Chabuata fusciplaga
- Chabuata griseagoa
- Chabuata inversa
- Chabuata iota
- Chabuata lacertosa
- Chabuata maja
- Chabuata major
- Chabuata mutina
- Chabuata nephroleuca
- Chabuata nictitans
- Chabuata nigrostriata
- Chabuata noctuiformis
- Chabuata ochrias
- Chabuata ociosa
- Chabuata paulista
- Chabuata phaeozona
- Chabuata poliosigma
- Chabuata rectilinea
- Chabuata rectinubila
- Chabuata rhodomelaina
- Chabuata rudis
- Chabuata rufilinea
- Chabuata satellitioides
- Chabuata sedosa
- Chabuata subsocia
- Chabuata sygcleta
- Chabuata violacea